# Новак, Наталья Васильевна
Наталья Васильевна Новак (укр. Новак Наталія Василівна; род. 21 ноября 1955, Киев) — украинский политик, народный депутат Украины VII—VIII созывов.

## Биография

### Ранние годы. Образование
Родилась 21 ноября 1955 года в Киеве. Выпускник киевской средней школы № 160.
С отличием окончила Киевский национальный университет имени Т. Г. Шевченко и Государственную академию управления персоналом. Имеет три высших образования: историческое, юридическое и экономическое.

### Карьера
Трудовую деятельность начала преподавателем в 1973 году. С 1979 по 1993 год преподавала историю, обществоведение и правоведение в образовательных заведениях Киева. С 1993 по 2001 год работала на должностях заведующего отделом информации и рекламы, юрисконсульта и руководителя юридического отдела в различных учреждениях Киева.
Трижды избиралась депутатом Киевского городского совета — III, IV и V созывов. С 2001 года возглавляла в Киевсовете отдел по вопросам бюджета и социально-экономического развития Киева.
С 1998 года была членом партии «Реформы и порядок». Избрана депутатом Киевского городского совета V созыва от блока Виталия Кличко ПОРА-ПРП. В Киевсовете входила в депутатскую группу Виталия Кличко.
Народный депутат Украины 7 созыва («УДАР»), заместитель председателя Комитета по вопросам государственного строительства и местного самоуправления.
Народный депутат Украины 8 созыва (БПП-Солидарность, избрана под № 16 в списке), глава подкомитета по вопросам законодательного обеспечения деятельности Президента Украины, Кабмина Украины, центральных органов исполнительной власти и деятельности политических партий, гражданских объединений комитета ВР по вопросам политики и правосудья.
В 2015 году баллотировалась от партии Гражданская позиция на пост городского головы Киева, заняла в 1 туре 13-е место, набрав 0,67 % голосов избирателей (5848 чел.).

## Награды, почётные звания
- Нагрудный знак «Отличник образования Украины»
- Заслуженный экономист Украины (2005)

## Семья
Замужем. Воспитывает двух дочек.